# André Leduc (cinéaste)
Pour les articles homonymes, voir Leduc et André Leduc.
André Leduc (né le 27 novembre 1949 à Verdun) est un cinéaste québécois. Il a notamment réalisé pas moins de dix films à l'Office national du film du Canada (ONF) ainsi que des vidéoclips pour plusieurs artistes, notamment Richard Séguin, Daniel Lavoie, ou Louise Forestier. Spécialisé en animation, il a utilisé dans ses films une multitude de techniques (pixilation, dessin sur pellicule, dessin sur papier, prises de vues réelles), rattachant ainsi son œuvre à une conception plus artisanale de l'animation.

## Biographie
C'est après avoir assisté à une rétrospective des films de Norman McLaren que Leduc s'intéresse à l'animation. Il fera dès lors différentes expérimentations qui le conduira à obtenir un stage avec Ron Tunis sur son film Le vent produit par l'ONF. En 1972, André Leduc réalise son premier film professionnel à l'ONF, Tout écartillé, considéré par plusieurs comme l'un des précurseurs du vidéoclip. Le film sera notamment présenté au Festival international du film d'animation d'Annecy en 1973.
En 1974, il réalise La bague du tout nu, un film dessiné sur pellicule où Leduc a utilisé un système développé par Norman McLaren.
En 1975, il coréalise avec Bernard Longpré Monsieur Pointu, mettant en vedette le violoniste Paul Cormier alias Monsieur Pointu et qui sera nommé à la 48e cérémonie des Oscars en 1976 dans la catégorie meilleur court métrage d'animation. La même année, André Leduc réalise un deuxième film intitulé Chérie, ôte tes raquettes reprenant la technique de pixilation utilisée dans Tout écartillé et Monsieur Pointu.
En 1978, Leduc réalise en collaboration avec Robert Awad le film L'affaire Bronswik, un faux documentaire (documenteur) racontant l'histoire de « personnes [ayant] eu d’étranges comportements après avoir utilisé une télévision de marque Bronswik. » Il existe deux versions du film, l'une en français et l'une anglais qui ont été tournées à quelques mois d'écart. Le film a été sélectionné dans la compétition officielle au Festival de Cannes en 1978.
En 1981, André Leduc coréalise avec Jean-Jacques Leduc Zea, qui se voit remporter le Premier prix du jury du court-métrage lors de la 34e édition du Festival de Cannes.
En 1985 parait La solution, film coréalisé avec Bernard Longpré mettant en vedette Julien Poulin, suivi de Jours de plaine (coréalisé avec Réal Bérard) sur une chanson de Daniel Lavoie. Son dernier film réalisé à l'ONF est Taa Tam, sorti en 1995.
Parallèlement à ses activités de cinéaste, André Leduc a créé en 1981 (en collaboration avec Florence Bolté) les animathons, des ateliers d'animation permettant à des personnes non-initiées de créer un film d'animation dans un court laps de temps. Une compilation de films produits dans le cadre d'un animathon a d'ailleurs été sélectionnée à la Semaine de la critique du Festival de Cannes en 1990.

## Filmographie

### Comme réalisateur
- Goodzouck
- Chat que fois
- Batarlo
- 1971 : Oasis
- 1972 : Tout écartillé
- 1974 : La bague du tout nu
- 1975 : Monsieur Pointu (coréalisé avec Bernard Longpré)
- 1975 : Chérie, ôte tes raquettes
- 1978 : Instant French
- 1978 : L'affaire Bronswik (coréalisé avec Robert Awad)
- 1981 : Zea (coréalisé avec Jean-Jacques Leduc)
- 1985 : La solution (coréalisé avec Bernard Longpré)
- 1990 : Jours de plaine (coréalisé avec Réal Bérard)
- 1995 : Taa Tam
- 1999 : La Gaucherie

### Comme réalisateur de vidéoclips
- 1985 : Double Vie de Richard Séguin

- 1985 : Ridiculous Love/Ils s'aiment de Daniel Lavoie

- 1986 : Je te cherche de Richard Séguin

- 1986 : Il m'appelle je t'aime de Louise Forestier

### Autres collaborations
- 1972 : Le vent (Ron Tunis)

- 1981 : Kate and Anna McGarrigle (Caroline Leaf)

- 1984 : Amuse-gueule (Robert Awad)

- 1987 : Maille Maille (Anne-Marie Sirois)
- 1999 : Zdogle (Francis Desharnais, Annie Frenette, Frédéric Lebrasseur et Philippe Venne)